# Foetorepus calauropomus
Foetorepus calauropomus is een straalvinnige vissensoort uit de familie van pitvissen (Callionymidae). De wetenschappelijke naam van de soort is voor het eerst geldig gepubliceerd in 1844 door Richardson.